# Hanna Dietz
Hanna Dietz (* 1969 in Bonn) ist eine deutsche Schriftstellerin der Unterhaltungs- und Jugendliteratur. Sie veröffentlicht auch unter dem Pseudonym Emma Flint.

## Leben
Hanna Dietz studierte Sport auf Lehramt an der Sporthochschule Köln. Danach arbeitete sie als freie Journalistin für Radio Bonn/Rhein-Sieg und den Westdeutschen Rundfunk Köln. 2007 erschien ihr erster Roman.

## Werke
- Meuterei der Hormone, Piper Verlag 2007
- Mein unheimlich romantischer Mann, Piper Verlag 2008
- Echte Songs und falsche Küsse, cbj 2010
- Hübsch in alle Ewigkeit (als Emma Flint), Heyne Verlag 2010
- Lexikon der unnützen Küchengeräte, Ullstein Verlag 2011
- Männer verstehen das nicht (als Emma Flint), Heyne Verlag 2011
- Ordnung ist nur das halbe Leben (als Emma Flint), Heyne Verlag 2012
- Männerkrankheiten, Ullstein Verlag 2012
- Gefährliche Gedanken, Arena 2013
- Gefährliche Gefühle, Arena 2013
- Weiberwahnsinn, Ullstein Verlag 2013
- Gefährliche Lügen, Arena 2014
- Männermacken, Ullstein 2014
- Wie Buddha in der Sonne, Rowohlt Verlag 2015
- Das Geheimnis von Wickwood, Arena 2015
- Schatz, brennt da grad was an? – Mein Mann, seine Grillzange und ich, Goldmann 2017
- Fußballmütter, Rowohlt Verlag 2017
- Einfach mal so tun, als ob das Leben einfach wäre , mvg Verlag 2021